# Xã Harmon, Quận Sumner, Kansas
Xã Harmon (tiếng Anh: Harmon Township) là một xã thuộc quận Sumner, tiểu bang Kansas, Hoa Kỳ. Năm 2010, dân số của xã này là 289 người.